# 2 Guns
2 Guns (deutsch 2 Pistolen) ist ein US-amerikanischer Actionfilm von Baltasar Kormákur aus dem Jahr 2013. Die Hauptrollen werden von Mark Wahlberg und Denzel Washington gespielt. In Deutschland lief der Film am 26. September 2013 in den Kinos an.

## Handlung
Der DEA-Agent Robert „Bobby“ Trench und der U.S.-Naval-Intelligence-Officer Michael „Stig“ Stigman werden unabhängig voneinander auf ein Drogenkartell angesetzt, um den Drogenboss Papi Greco dingfest zu machen. Sie wissen nichts von der Mission des jeweils anderen und misstrauen zunächst einander. Als der Versuch scheitert, Papi den Drogenhandel nachzuweisen, wollen die beiden eine Bank ausrauben, in der vermeintliches Geld von Papi lagert, um diesem so wenigstens Steuerhinterziehung nachweisen zu können. Bobbys Kollegin und Affäre Deb ist ebenfalls eingeweiht. Deb hat neben der mit Bobby eine weitere Affäre mit einem Mann, von dem Bobby zwar weiß, den er aber persönlich nicht kennt und den er schlicht „Harvey“ nennt.
Als Bobby und Stig in der Bank statt der erwarteten 3 Millionen Dollar schließlich etwas mehr als 43 Millionen Dollar finden, fahren sie in die Wüste, um sich zu besprechen. Bobby stellt dabei überrascht fest, dass sie nicht, wie mit Deb abgesprochen, vor der Bank von der Polizei erwartet werden. Stig schießt Bobby in die Schulter, woraufhin er entdeckt, dass Bobby ein verdeckter Ermittler ist. Verwirrt verschwindet er daraufhin, ohne seine eigene Identität preiszugeben, und lässt Bobby in der Wüste zurück, um das Geld bei seinem Führungsoffizier Quince abzuliefern. Als Quince erfährt, dass Stig Bobby nur angeschossen und nicht, wie von ihm angeordnet, getötet hat, gibt er den Befehl, Stig umzubringen, was allerdings misslingt. In der Zwischenzeit tritt ein Mann namens Earl auf, der ebenfalls für die Regierung arbeitet und den Direktor der Bank gewaltsam über den Überfall ausfragt.
Bobby trifft sich, nachdem er aus der Wüste entkommen ist und einen Tierarzt aufgesucht hat, um sich die Kugel aus der Schulter entfernen zu lassen, zunächst mit Deb und bittet sie, mehr über Stigs Vergangenheit in Erfahrung zu bringen. 
Bobby fährt daraufhin zu Stigs Wohnung, um von diesem zu erfahren, wo er das Geld deponiert habe. Stig beobachtet ihn dabei vom Dach des Nachbarhauses aus mit einem Scharfschützengewehr. Als auch Quinces Männer in der Wohnung von Stig auftauchen, um diesen zu töten, gerät Bobby in Gefahr, aus der Stig ihm aber heraushilft.
Danach sucht Bobby Jessups Haus auf, um seinem Chef Bericht zu erstatten. In Jessups Haus wartet aber bereits Earl, der Jessup mit Bobbys Waffe tötet und diesen so erpresst: Bobby soll Earl schnellstmöglich die 43 Millionen Dollar beschaffen, ansonsten wird man ihm den Mord an Jessup anhängen.
Stig und Bobby entführen kurz darauf Papi, klären einander nach einem kurzen Handgemenge über ihre wahren Identitäten auf und arbeiten fortan zusammen. Sie bringen Papi in die Garage von Deb, wo sie erfahren, dass Earl ein korrupter CIA-Agent ist und sie Geld von der CIA gestohlen haben, welches Agenten von Drogenkartellen als Schmiergeld erhalten hatten. Als auch in Debs Haus die Männer von Quince auftauchen, kann Papi fliehen, und Bobby wird bewusst, dass Deb in die Sache involviert sein muss, weil es keine andere Möglichkeit gibt, wie Quince von ihrem Aufenthaltsort erfahren haben kann.
Auf der Flucht vor Quince’ Männern können Papis Anhänger Stig, Bobby und Deb ergreifen und verschleppen diese zu Papis Ranch, wo dieser Bobby und Stig zunächst foltert. Earl, der hiervon nichts weiß, bedroht unterdessen Papi und verlangt von ihm, die beiden Flüchtigen zu finden, woraufhin Papi entscheidet, dass er die 43 Millionen für sich selbst haben will. Wenn Bobby und Stig ihm das Geld nicht liefern, droht er, Deb zu töten. Deswegen suchen die beiden Stigs Militärstützpunkt auf, wo Stig den Admiral um Hilfe bittet, was erfolglos bleibt, weil dieser ihm zwar glaubt, aber das Ansehen der Navy nicht beschädigen möchte. Währenddessen sucht Bobby Quince auf, da ihm klar geworden ist, dass dieser Debs zweite ominöse Affäre „Harvey“ sein muss. Quince erzählt Bobby, dass er und Deb ihn und Stig dazu benutzen wollten, das Geld zu stehlen, um dieses dann an sich zu nehmen. Als Bobby aufbricht, um das Geld zu suchen, wird Deb von Papi erschossen, was Bobby am Handy mithören muss.
Als er in der Wohnung von Deb eintrifft und ihre Leiche sieht, begreift er, dass sich das Geld in dem Motelzimmer befinden muss, in dem er sich gelegentlich mit Deb traf. Nun versammeln Stig und Bobby ihre Peiniger Papi, Quince und Earl in Mexiko auf Papis Ranch, wo Bobby zunächst vermeintlich das gesamte Geld in die Luft sprengt und daraufhin eine Schießerei ausbricht, bei der sowohl Papi und Quince als auch Earl zu Tode kommen. Bobby und Stig verlassen die Ranch, und Stig erfährt, dass ein Teil des Geldes nicht der Explosion zum Opfer fiel, sondern Bobby es behalten hat.

## Synchronisation
2 Guns wurde von der Berliner Synchron AG Wenzel Lüdecke unter der Dialogregie von Elisabeth von Molo synchronisiert.
| Schauspieler          | Rolle                  | Synchronsprecher    |
| --------------------- | ---------------------- | ------------------- |
| Denzel Washington     | Robert „Bobby“ Trench  | Leon Boden          |
| Mark Wahlberg         | Michael „Stig“ Stigman | Oliver Mink         |
| Paula Patton          | Deb                    | Britta Steffenhagen |
| Bill Paxton           | Earl                   | Stephan Schwartz    |
| Fred Ward             | Admiral Tuwey          | Rainer Gerlach      |
| James Marsden         | Quince                 | Robin Kahnmeyer     |
| Edward James Olmos    | Papi Greco             | Thomas Fritsch      |
| Robert John Burke     | Jessup                 | Erich Räuker        |
| Patrick Fischler      | Dr. Ken                | Stefan Krause       |
| Kyle Russell Clements | Teemo                  | Dennis Schmidt-Foß  |
| Robert Larriviere     | Bankmanager            | Hans Hohlbein       |
| Azure Parsons         | Kellnerin Maggie       | Vera Teltz          |

## Hintergrund
2 Guns basiert auf einer gleichnamigen Graphic Novel von Steven Grant. Produktionsorte des Films waren New Orleans, Louisiana, Los Angeles und New Mexico. Im August 2013 war 2 Guns der Eröffnungsfilm des 66. Internationalen Filmfestivals von Locarno. Regie führte der spanisch-isländische Schauspieler und Regisseur Baltasar Kormákur. Dies bedeutete nach Contraband bereits die zweite Zusammenarbeit zwischen Kormákur und dem Hauptdarsteller Wahlberg. Auch die Darsteller Washington und Patton standen nach Déjà Vu – Wettlauf gegen die Zeit bereits das zweite Mal gemeinsam vor der Kamera.
Der Film hatte ein Budget von 61 Millionen US-Dollar und spielte weltweit knapp 132 Millionen US-Dollar wieder ein.

## Soundtrack
Als Filmmusik fanden folgende Musiktitel Verwendung:
- Erica Alexander – All The Blues I Need
- Andy Gonzales – Divorciada
- Matt Hirt und Francisco Rodriguez – Entregate
- Lionel Wendling – Mi Corazon Mi Amor
- Nicholas McCarrell – Sacrifice
- Danger Mouse & Daniele Luppi – Two Against One (feat. Jack White)
- Nicholas McCarrell (feat. Nikki Darling) – Crazy Things
- The Unknown – Are You Ready For Me?

## Kritiken
2 Guns wurde von professionellen Kritikern überwiegend positiv bewertet. 

„‚Ich bin die Regierung!‘. Diese Worte aus dem Mund des ruchlosen CIA-Drahtziehers in ‚2 Guns‘ wirken zunächst wie eine Drohung, denn angesichts aktueller realer Vorkommnisse ist es gar keine so abwegige Vorstellung, dass die wahre Macht in den USA längst bei den Geheimdiensten und ihren Verbündeten liegt. Aber der isländische Regisseur Baltasar Kormákur (‚Contraband‘) spielt in seinem Buddy-Action-Thriller nur oberflächlich mit solchen Ideen und Wirklichkeitsbezügen, vielmehr ist ‚2 Guns‘ ein zutiefst zynischer, aber auch pervers unterhaltsamer Beleg dafür, dass in Hollywood eigene Gesetze gelten. Und so spielt Bill Paxton (‚Titanic‘, ‚Aliens‘) den angesprochenen Regierungsvertreter mit der psychotischen Explosivität und der ungeduldigen Arroganz des unstillbar gierigen Sadisten-Darstellers: Heraus kommt ein lustvolles Porträt für die Galerie denkwürdiger Filmschurken – garantiert ohne Realitätsnähe. Auch die beiden Stars des Films, Denzel Washington und Mark Wahlberg, befreien sich von jeder belastenden Echtheit und so wird ‚2 Guns‘ zu einem ambivalenten, aber spaßigen Kino-Humbug voller flotter Sprüche und Action.“

„Als leicht überdrehte Actionshow, wobei man über die Realitätsnähe manch einer Szene besser nicht lange nachgrübeln sollte, zählt 2 Guns als Unterhaltungskino von Format mit Sicherheit zu den besseren Werken. Dass in dem ganzen Spektakel überdies noch die Zeit gefunden wurde, zuweilen kritische Töne gegenüber dem Gebaren von US-amerikanischen Behörden, Militärs und Staatsdiensten einzubetten, ist überaus erfreulich, da es, was Hollywood-Kino angeht, nicht gerade der üblichen Praxis entspricht. Von dieser Sorte Entertainment darf es dann auch gerne mehr sein.“

„Ein leichtgewichtiges Buddy Movie im amerikanisch-mexikanischen Grenzland, dessen Ton und Rhythmus wie eine ironische Neuauflage von Genremustern aus den 1970er-Jahren erscheinen. Manche Wendung lässt sich als subversive Kritik am ‚War on Drugs‘ deuten, doch die Inszenierung lässt sich auch einfach als entspannter Spaß goutieren, dessen Action – bei aller Ballerei – relativ dezent inszeniert ist.“

## DVD-Veröffentlichung
In Deutschland wurde 2 Guns am 28. Januar 2014 auf DVD und Blu-ray veröffentlicht. Auf Blu-ray erschien neben der normalen Version auch eine Special-Edition, bei der ein silberner Pistolen-Schlüsselanhänger und ein dazugehöriges Säckchen beiliegen. Außerdem kam ein Steelbook auf den Markt.